# Issa Hayatou
Issa Hayatou (Garoua, 9 agosto 1946 – Neuilly-sur-Seine, 8 agosto 2024) è stato un dirigente sportivo, cestista, velocista e mezzofondista camerunese.

## Biografia
Tra il 1964 e il 1971 svolse la carriera di atleta (detenne il record nazionale nei 400 e negli 800 metri piani), calciatore universitario e giocatore di pallacanestro anche della Nazionale di pallacanestro.
A partire dal 1974 Hayatou cominciò la carriera di dirigente calcistico/sportivo e il primo ruolo fu quello di segretario generale della Federcalcio camerunese, fino al 1983. In seguito ne divenne presidente, tra il 1986 e il 1988, dopo aver ricoperto la carica di Ministro dello Sport tra il 1982 e il 1986, e dal 1988 al 2017 fu Presidente della CAF, la Confederazione calcistica africana.
A livello internazionale fu membro FIFA dal 1990, vicepresidente dal 1992 e candidato alla Presidenza nel 2002, poi sconfitto, mentre dal 2001 fu membro del CIO.
L'8 ottobre 2015 Joseph Blatter, Michel Platini, Jerome Valcke e Worawi Makudi furono sospesi per 90 giorni dal Comitato etico perché posti sotto indagine. La reggenza ad interim della federazione passò così a Hayatou, presidente della Confédération Africaine de Football e in quel periodo anch'egli sotto indagine per aver ammesso di aver intascato tangenti. 
Il suo ruolo fu solo di facciata in quanto, in qualità di facente funzioni, fu nominato il responsabile del Comitato Etico FIFA Domenico Scala.